# Strada Victoriei din Pitești
Strada Victoriei (anterior strada Șerban-Vodă) este o stradă din municipiul Pitești, între strada Negru Vodă și Piața Vasile Milea. 

## Descriere
Numită Șerban-Vodă, după numele domnitorului Constantin Șerban, făcea legătura legătura între biserica Sfântul Gheorghe, aflată la capătul de sud, și Havuz, aflat la capătul de nord. Numită și Strada Mare, era locul de promenadă al piteștenilor, care se plimbau, pe două sensuri, între biserica Sfântul Gheorghe și Teatrul Alexandru Davila, mai ales în ziua de duminică, după-amiaza. 

## Monumente istorice
| Cod LMI            | Denumire                                        | Localitate         | Localizare                                        | Datare, Creatori         | Imagine      | Erori             |
| ------------------ | ----------------------------------------------- | ------------------ | ------------------------------------------------- | ------------------------ | ------------ | ----------------- |
| AG-II-m-B-13452    | Biserica catolică „Sf. Petru și Pavel”          | municipiul Pitești | Str. Victoriei 11                                 | 1896 Lapierre (arhitect) | Alte imagini | Raportează eroare |
| AG-II-m-B-13453    | Casa I. I. Purcăreanu, ulterior Ateneul Popular | municipiul Pitești | Str. Victoriei 16-16A                             | 1874, ref. 1900, 1930    |              | Raportează eroare |
| AG-II-m-B-13454    | Banca Populară                                  | municipiul Pitești | Str. Victoriei 20 44.85833°N 24.87111°E           | 1910                     |              | Raportează eroare |
| AG-II-m-B-13455    | Tribunalul, azi Curtea de Apel                  | municipiul Pitești | Str. Victoriei 22 44.85826°N 24.87102°E           | 1904                     |              | Raportează eroare |
| AG-II-a-B-13456    | Ansamblul Primăriei                             | municipiul Pitești | Str. Victoriei 24                                 | 1934                     |              | Raportează eroare |
| AG-II-m-B-13456.01 | Primăria, inițial Palatul Finanțelor Publice    | municipiul Pitești | Str. Victoriei 24                                 | 1934                     |              | Raportează eroare |
| AG-II-m-B-13456.02 | Parc                                            | municipiul Pitești | Str. Victoriei 24                                 | 1970                     |              | Raportează eroare |
| AG-II-m-B-13457    | Casa prof. Al. Nanu                             | municipiul Pitești | Str. Victoriei 25                                 | sf. sec. XIX             |              | Raportează eroare |
| AG-II-m-B-13459    | Casa Saitescu                                   | municipiul Pitești | Str. Victoriei 36                                 | sec. XIX                 |              | Raportează eroare |
| AG-II-m-B-13460    | Casa Tâmpeanu                                   | municipiul Pitești | Str. Victoriei 38                                 | mijl. sec. XIX           |              | Raportează eroare |
| AG-II-m-B-13461    | Casa cu prăvălie Nicolae Ciuculescu             | municipiul Pitești | Str. Victoriei 39                                 | 1921                     |              | Raportează eroare |
| AG-II-m-B-13462    | Casa Gheorghe Nițulescu - corpul principal      | municipiul Pitești | Str. Victoriei 52                                 | 1911 - 1914              |              | Raportează eroare |
| AG-II-m-B-13463    | Casa Căpitan Iov                                | municipiul Pitești | Str. Victoriei 56 - 58                            | 1913, 1916               |              | Raportează eroare |
| AG-II-m-B-13464    | Casa Cioflan                                    | municipiul Pitești | Str. Victoriei 62                                 | 1898                     |              | Raportează eroare |
| AG-III-m-B-13861   | Monumentul „1907”                               | municipiul Pitești | Str. Republicii, la intersecția cu str. Victoriei | 1957                     |              | Raportează eroare |

## Galerie de imagini

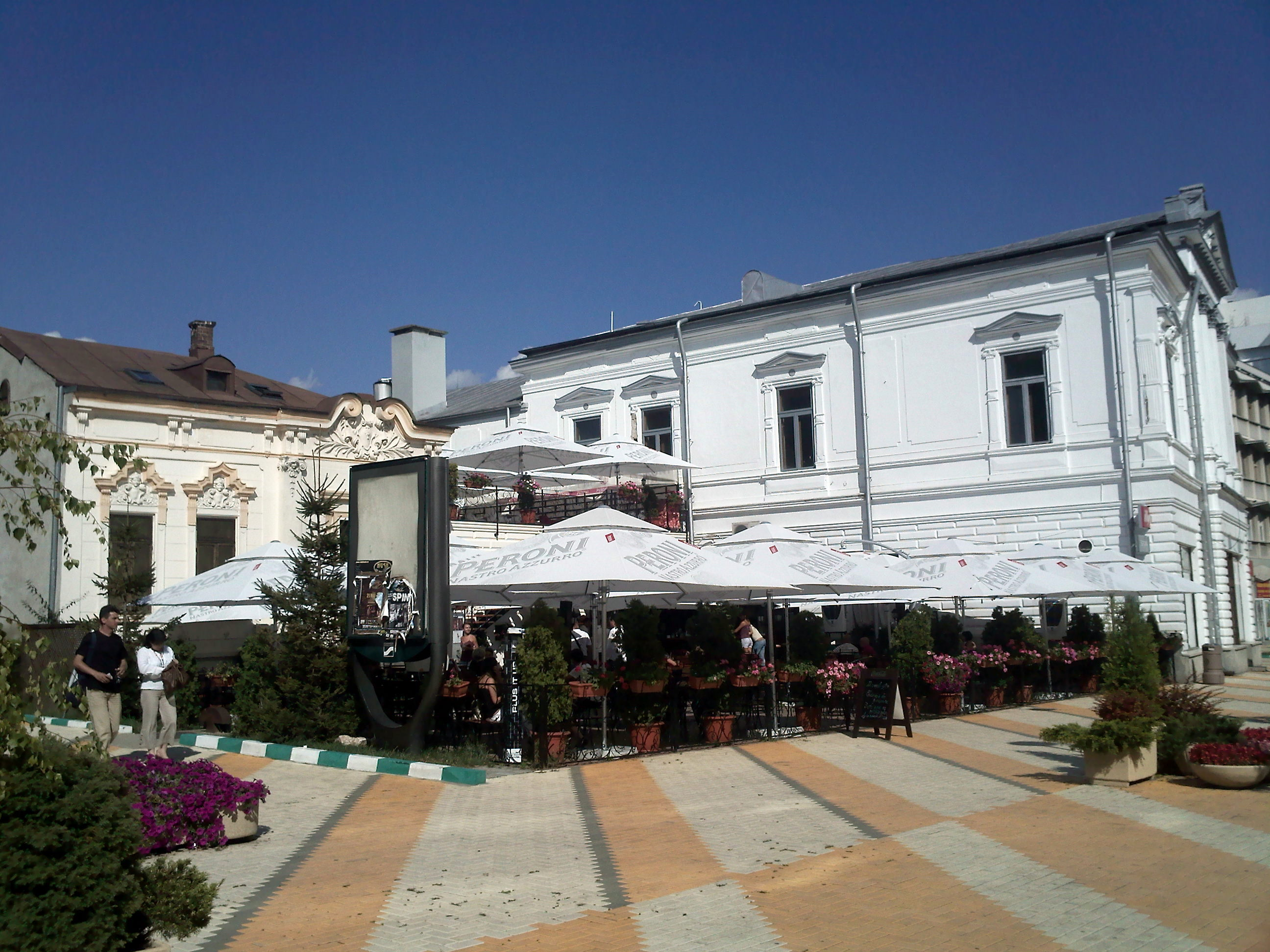
Casa I. I. Purcăreanu, ulterior Ateneul Popular

1. ↑  Spiridon Cristocea, Elena Moraru, Romeo Maschio Piteștiul de altădată O istorie ilustrată, Editura Ordessos, Pitești, 2011
2. ↑  Clasat în LMI 2015, adoptată prin ordinul 2.828/24-12-2015
3. ↑  Declasat parțial prin ordinul nr. 2.646/2013